# المنور
المنور (انگلیسی: El Menaouer) یک شهر در استان معسکر کشور الجزایر است.